# Антонио Менини
Архиепископ Антонио Менини (на италиански: Antonio Mennini) е италиански католически духовник и ватикански дипломат. Доктор на богословските науки.

## Биография
Ръкоположен е за свещеник на 14 декември 1974 г. От април 1981 г. работи в дипломатическата служба на Ватикана. Работил е в апостолическите нунциатури в Турция и Уганда, а след това – в Държавния секретарят на Ватикана.
Преконизиран от папа Йоан Павел II на 8 юли 2000 г. за титулярен архиепископ на Ференциум и апостолически нунций в България. Ръкоположен е за епископ на 12 септември 2000 г. от кардинал Анджело Содано.
Апостолически нунций на Ватикана в Обединеното кралство Великобритания и Северна Ирландия. Като нунций в България в периода 2000 – 2002 г. активно участва в подготовката на апостолическото поклонничество на папа Йоан Павел II в България през май 2002 г. Бил е апостолически нунций в:
- България (2000 – 2002)
- Русия (2002 – 2010) – започва през 2003 г.
- Узбекистан (2008 – 2010)
- Великобритания (от 2010 г.) – започва през 2011 г.

Владее италиански, английски, френски, немски, испански и руски език.

## Награди
- Италия: На 27 ноември 1992 г. е награден с най-високото отличие на Италия – Орден за заслуги към Италианската република, степен командор – от президента Оскар Луиджи Скалфаро[2]
- Италия: На 6 март 2000 г. е награден с най-високото отличие на Италия – Орден за заслуги към Италианската република, степен велик офицер – от президента Карло Адзелио Чампи[3]
- България: През 2002 г. президентът на България Георги Първанов го награждава с орден „Мадарски конник“ I степен[4]
- Русия: На 3 септември 2007 г. е награден от патриарха на Руската православна църква Алексий ІІ с ордена „Свети княз Даниил Московски“ III степен за неговите усилия за установяването на добри отношения между РПЦ и Римокатолическата църква, „белязани от добри чувства, откритост и доверие“ и по повод 60-годишния юбилей на монсеньор Менини[5].
- Русия: На 13 февруари 2011 г. президентът на Русия Дмитрий Медведев награждава архиепископ Менини с Орден на приятелството[6]